# Peter Hemmi
Peter Hemmi (* 16. Oktober 1789 in Chur; † März 1852 ebenda) war ein bedeutender Vermesser des Churer Stadtgebietes.

## Anfänge
Peter Hemmi, der heute zu den bedeutendsten Vermessern Graubündens gezählt wird, wurde im Oktober 1789 in Chur geboren.
Zu dieser Zeit war Europa im Umbruch, die Französische Revolution begann und vieles war im Wandel. Man versuchte die Natur zu zähmen um neue Landstriche nutzbar zu machen. Viele Regionen Graubündens waren von Hochwasser und Bergstürzen bedroht. Die Nolla in Thusis, im Domleschg, und die Region am Pizokel bei Chur waren besonders gefährlich.
Die Obrigkeit Graubündens wollte abklären, wie man die Naturgefahren abwenden konnte. Eine genaue Vermessung und Ausarbeitung von Plänen durch Peter Hemmi sollte als Grundlage zum Schutz der Gebiete dienen.

## Erste Aufträge
Als begabter Vermesser erhielt Peter Hemmi zahlreiche wichtige Aufträge im Kanton. Zwischen Juli und Oktober 1809 vermass er beispielsweise die durch Steinschlag bedrohte Gegend am Pizokel von der Malixer Alp. Einige Jahre später war er als Feldmesser am Ausbau der neuen Strasse von Chur über den San Bernardino nach Bellinzona und von Chur über den Julierpass nach Casaccia beteiligt. Seinen ersten Plan für die Stadt Chur, der „Grundriss von dem Lauf des Rheins samt Rheinwuhren, zwischen dem Gebiet der Stadt Chur, den Gemeinden Ems und Felsberg“, fertigte er 1811 an. 
Der Rhein bei Chur, wie Hemmi ihn vermass, war noch nicht der systematisch korrigierte und verbaute Fluss der Gegenwart. Er war ein wilder und reissender Fluss unterschiedlicher Breite.
Die Vorkehrungen, die gegen das Hochwasser getroffen wurden, waren unzureichend, Hemmis Pläne dienten zum weiteren Ausbau des Hochwasserschutzes.
Nicht nur der Rhein, auch die Plessur war gefährlich. Immer wieder trat sie über die Ufer. Besonders schlimm waren die Hochwasser im Juni und August 1817. Noch im Herbst des gleichen Jahres bekam Hemmi den Auftrag den Fluss zu vermessen.

## Im Auftrag von Chur
Von der Obrigkeit wurde Hemmi 1822 als Feldmesser der Stadt Chur berufen. In dieser Funktion hatte aber kein festes Gehalt, er lebte von den Gebühren, die er für seine Arbeit bekam.
„Der grossformatige Grundriss von Chur – Aufgenommen und verjüngt aufgetragen im Jahr 1823 durch Peter Hemmi“ im Massstab 1:500 stellt die erste präzise Aufnahme der Stadt innerhalb der Stadtmauern dar.
Die 150 Messpunkte gingen entlang der grösseren Strassen, besonders entlang der städtischen Wasserversorgung. Zusätzliche Informationen wie z. B. die unterschiedliche Dachbedeckung der Häuser und Ställe, reicherten den Plan an. Da viele Gebäude mit feuergefährlichen Holzschindeln bedeckt waren, war es ein wichtiges Anliegen der Churer Obrigkeit diese abzuschaffen.
Besondere Aufmerksamkeit schenkte Hemmi der Wasserversorgung. Einige Zeit zuvor wurden am Pizokel Quellen gefasst, die der Bevölkerung mehr Trinkwasser zur Verfügung stellten. 
Die 15 Brunnen in der Stadt zeichnete Hemmi in seinen Plan ein. Ausserdem sind der Mühlbach und die Stadtbäche eingezeichnet, die der Abwasserentsorgung dienten.

## Eigene Publikationen
Nebenbei veröffentlichte Hemmi 1834 eine handkolorierte Lithographie des Kantons Graubünden im Massstab 1: 50 000, die aber keine grosse Verbreitung gefunden hat. 

## Spätere Jahre
1833 kündigte Hemmi ohne Gründe anzugeben, wahrscheinlich wegen der unregelmässigen Bezahlung für seine Arbeit. 
Ein paar Jahre danach stellte er im Amtsblatt eine Anzeige, mit einem einzigen, 26 Zeilen langen Satz mit der Aufforderung, dass er nicht mehr als Feldmesser bezeichnet werden wollte.
Erst jetzt schrieb die Stadt die Stelle neu aus, jedoch wurde sie erst nach dem Tod Hemmis vier Jahre später wieder vergeben.
Nach Abschluss der Vermessung des Churer Gemeindegebietes fertigte Hemmi kaum noch Pläne an, die Teile der Stadt oder des umliegenden Areals zeigen.
Ausserhalb von Chur war Hemmi weiterhin an grösseren Projekten beteiligt, z. B. 1846 als Vermesser der Eisenbahnlinie St. Gallen – Rorschach. Die letzten Pläne, die er anfertigte, waren einfache Vermessungen zweier Wiesen im Gäuggeli.
Mehr als 40 Jahre waren vergangen, seitdem er seine ersten Messungen auf Stadtgebiet gemacht hatte. Im März 1852 verstarb er am „Schlaggfuss“, vermutlich einem Schlaganfall.